# Chapsa asteliae
Chapsa asteliae är en lavart som först beskrevs av Kantvilas & Vezda, och fick sitt nu gällande namn av Mangold. Chapsa asteliae ingår i släktet Chapsa och familjen Graphidaceae.   Inga underarter finns listade i Catalogue of Life.